# Pahar Erlenmeyer

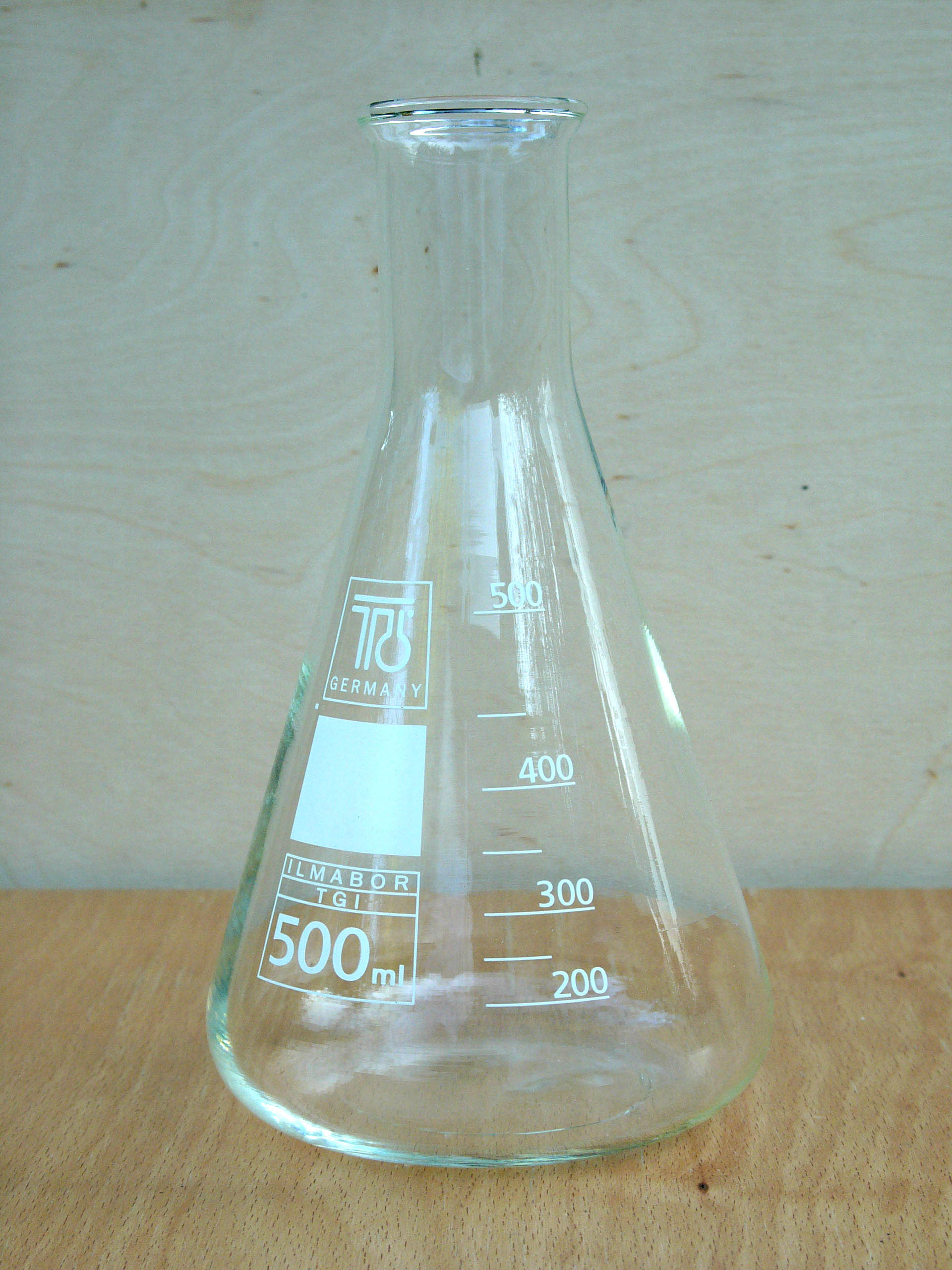
Un pahar Erlenmeyer de 500 ml

Paharul Erlenmeyer, cunoscut și ca pahar conic, este un instrument din sticlă de laborator constituit dintr-un fund plat, un corp conic și un gât cilindric. 
Este denumit după chimistul german Emil Erlenmeyer. 

## Aspect
Paharul Erlenmeyer este adesea gradat pe marginea sa de sticlă pentru a facilita identificarea volumului conținutului. Aceasta diferă de paharul Berzelius prin corpul conic și gâtul îngust.
Deschiderea are de obicei o buză ușor rotunjită, astfel încât paharul poate fi ușor acoperit cu un dop de cauciuc sau alt obiect similar.

## Utilizare
Paharele Erlenmeyer sunt folosite în laboratoarele de chimie pentru titrare, identificarea pH-ului etc, fiind adecvate pentru lichidele ce necesită încălzire. De asemenea, paharele Erlenmeyer sunt utilizate și în microbiologie, pentru prepararea culturilor microbiologice. Datorită rezistenței la căldură, ele sunt utilizare, mai des în laboratoare, pentru încălzirea unor substanțe sau soluții cu ajutorul unui arzător Teclu. 

Diverse pahare Erlenmeyer
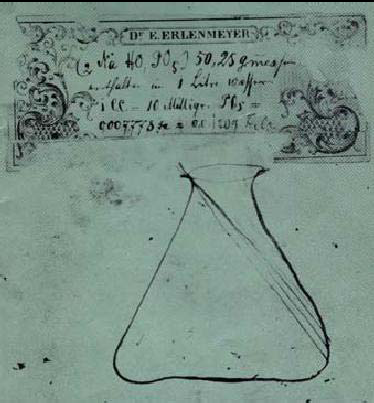
Desen original al unui pahar Erlenmeyer
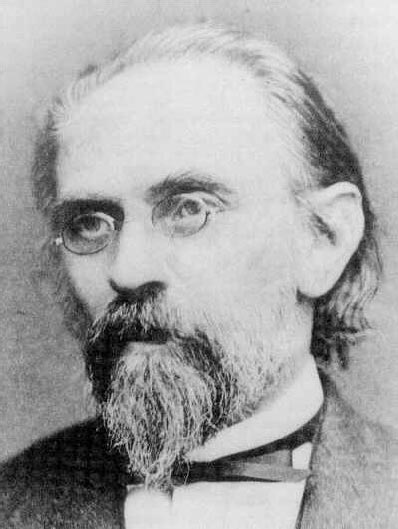
Emil Erlenmeyer, inventatorul paharului ce-i poartă numele